# Internationaal filmfestival van Montréal
Het internationaal filmfestival van Montréal (Frans: Festival des films du monde de Montréal (FFM), Engels: Montreal World Film Festival) is een Canadees internationaal filmfestival dat jaarlijks eind augustus doorgaat in Montréal.  Het festival is als enig filmfestival in Noord-Amerika geaccrediteerd door de Fedération International des Associations de Producteurs de Films (FIAPF).
Het festival waar zo'n 300 tot 400 films worden vertoond lokt tussen de 300.000 en 400.000 bezoekers. Het festival werd ingericht vanaf 1977, met de eerste filmcompetitie in 1978.  De meest prestigieuze onderscheiding die toegekend worden is deze van de Grand Prix des Amériques.  In 2005 was Off Screen laureaat, in 2007 kreeg Ben X de onderscheiding, in 2010 ging de titel naar Adem en in 2011 was Hasta la vista laureaat.